# Füsi József
Füsi József, szül. Horváth József (Hajmáskér, 1909. április 2. – Budapest, 1960. augusztus 10.) magyar író, műfordító, pedagógus.

## Életpályája
Szülei Horváth József római katolikus MÁV pályafelvigyázó és a református vallású Füsi Erzsébet voltak. Pápán érettségizett. Egyetemi tanulmányait a Budapesti Tudományegyetem magyar–latin–olasz szakán végezte el Eötvös-kollégistaként. 1935-től tíz éven át a fővárosi olasz középiskola oktatója, 1947-ig megbízott igazgatója volt. Utána egy évig a Vígszínház megbízott igazgatója, valamint dramaturg-lektora volt. 1954-1957 között tagja volt a katonai írócsoportnak. Sárgarigó című énekes-zenés játékát 1953 januárjában mutatta be a Magyar Rádió Rádiószínháza. Haláláról beszámolt a Népszabadság.

## Magánélete
1947-ben Budapesten, a XII. kerületben házasságot kötött Mikes Ilonával, Mikes Lajos és Havas Irma lányával. Három fiuk született: András, György és László.

## Színházi munkái
A Színházi Adattárban regisztrált bemutatóinak száma: szerzőként: 3; műfordítóként: 21.

### Szerzőként
- Az aszódi diák (1953)
- Hüvelyk Matyi (1957)
- A certaldói vásár (1985)

### Műfordítóként
- Zapolska: Dulszka asszony erkölcse (1955-1957, 1961, 2005)
- Zofia Nałkowska: Asszonyok háza (1957)[8]
- Callegari: Megperzselt lányok (1959)
- Pirandello: Hat szereplő szerzőt keres (1967, 1992, 2002, 2010)
  - Váróterem (1967)
  - Csocsó (1967)
  - Az ördöngős (1967)
  - IV. Henrik (1970-1971, 1985, 2003, 2005)
  - A férfi, aki virágot hord a szájában (1979)
- Moravia: A megalkuvó

## Művei
- Búcsú Lágymányostól (szociográfia, 1936)
- Szárnyas farkasok (regény, 1943)
- Leonardo da Vinci (tanulmány, 1952)
- A certaldói vásár (zenés vígjáték, 1952)
- Az aszódi diák (dráma, 1954)
- Szüret előtt (dráma, 1954)
- Hajnal (egyfelvonásos, 1955)
- Tengeri szél (útinapló, 1959)
- Búcsúzom, Garibaldi; Magvető, Bp., 1961

## Műfordításai
- Giovanni Boccaccio: Dante élete (1943)
- Ettore Cozzani: Föld és márvány (regény, 1943)
- Benvenuto Cellini mester élete, amiképen ő maga megírta Firenzében (1944)
- Luigi Pirandello: Az ostoba ember (dráma, 1947)
- Jorge Icaza: Indián átok (regény, 1949)
- Gabriela Zapolska: Dulszka asszony erkölcse (dráma, 1955)
- Giuseppe Tomasi di Lampedusa: A párduc (regény, 1961)

## Publikációi
- Endrődi dioráma. Új Auróra: Irodalmi, művészeti és közművelődéspolitikai antológia, 1982. 1. sz. 126-132. old.
- Bródy Sándor: A sas Pesten. Irodalomtörténet, 1957. (45. évf.) 3. sz. 397-399. old.
- Képes Géza: Napkelte Mongóliában. Alföld, 1955. (6. évf.) 5. sz. 84-86. old.
- A gyerek. Budapest: a székesfőváros történeti, művészeti és társadalmi képes folyóirata, 1947. (3. évf.) 6. sz. 211-216. old.
- Lágymányos. Budapest: a székesfőváros történeti, művészeti és társadalmi képes folyóirata, 1946. (2. évf.) 4. sz. 147-149. old.
- Látszat és valóság. Aquinói szent Tamás napján. Vigilia, 1939. (5. évf.) 4. sz. 298—302. old.
- M. Croiset: A görög kultúra. Napkelet, 1940. (18. évf.) 4. sz. 221. old.
- Filmek a világ minden tájáról. Napkelet, 1939. (17. évf.) 11. sz. 353-356. old.
- Zsirai Miklós: Finn-ugor rokonságunk. Napkelet, 1938. (16. évf.) 9. sz. 194-195. old.
- Szerb Antal: Utas és holdvilág. Protestáns Szemle, 1938. (47. évf.) 4. sz. 215–216. old.
- Képes Géza: Napnyugati madarak. Napkelet, 1938. (16. évf.) 5. sz. 332-333. old.
- Devecseri Gábor: Catullus összes verseinek forditása. Napkelet, 1938. (16. évf.) 9. sz. 196. old.
- Gabrielle D´Annunzio. Napkelet, 1938. (16. évf.) 4. sz. 246-247. old.
- Villani Lajos: A renaissance úttörői. Napkelet, 1938. (16. évf.) 7. sz. 51. old.
- Proust magyarul. Napkelet, 1938. (16. évf.) 6. sz. 406. old.
- Erdélyi Ferenc: Lejtő. Napkelet, 1937. (15. évf.) 8. sz. 546. old.
- Tormay Cecile és Itália. Napkelet, 1937. (15. évf.) 5. sz. 340. old.
- Búcsú Lágymányostól. Napkelet, 1937. (15. évf.) 8. sz. 512-515. old.
- Thomas Mann: József Egyiptomban. Napkelet, 1937. (15. évf.) 10. sz. 686-687. old.
- Giovanni Hankiss: Storia della letteratura ungherese. Napkelet, 1937. (15. évf.) 8. sz. 545-546. old.
- Egy kortárs naplójából. Új Idők, 1945. (51. évf.) 6. sz. 170–171. old.

## Díjai
- József Attila-díj (1954)